# 天旺車両事業所
天旺車両事業所（チョヌァンしゃりょうじぎょうしょ、ハングル:천왕차량사업소）は、ソウル交通公社が保有する車両基地である。主に7号線で使用されている車両（7000系、SR000系）の保守・管理をしている。

## 管理車両
- 7000系
- SR000系

## 周辺
- 天旺駅